# Video Game History Foundation
Video Game History Foundation és una fundació sense ànim de lucre fundada per Frank Cifaldi. L'objectiu principal de la fundació és l'arxiu, la preservació i la difusió de mitjans històrics relacionats amb els videojocs.

## Història
En una xerrada impartida a la Game Developers Conference del 2016, Frank Cifaldi va expressar la seva preocupació per l'estat de conservació dels videojocs. En assenyalar que una quantitat important de llargmetratges produïts abans de 1950 ara es perden de manera irrecuperable, Cifaldi es va trobar preguntant-se si la història inicial dels videojocs patiria finalment la mateixa sort. En destacar la disparitat entre la preservació de les pel·lícules modernes i la preservació dels jocs, Cifaldi va lamentar que la indústria dels jocs estigués fent "una feina bastant terrible per mantenir [el seu] llegat". Cifaldi afirmaria més tard que The Film Foundation, una organització sense ànim de lucre dedicada a la preservació del cinema, va ser una gran inspiració per a la VGHF.
Abans de la fundació de la VGHF, diversos membres de la seva junta fundadora havien col·laborat i donat a la Library of Congress, el Smithsonian American Art Museum, el National Videogame Museum i el Strong National Museum of Play.
La fundació es va llançar el febrer de 2017, un esdeveniment que va estar marcat per una retransmissió en directe col·laborativa entre la VGHF i el canal de notícies de videojocs IGN.

## Activitats
Segons Video Game History Foundation, el propòsit principal de la fundació és catalogar, digitalitzar (rippejar) i preservar la història dels videojocs. Els mitjans que conserva la fundació cobreixen un ampli espectre; a més dels videojocs, la fundació també arxiva codi font, documents de disseny, dossiers de premsa, cartells, cintes de vídeo, diaris i fotografies. Es presta especial atenció a la preservació de les produccions efímeres promocionals produïdes durant el moment de llançament d'un joc, que no necessàriament es conserva tan a fons com els mateixos jocs. Cifaldi ha caracteritzat aquesta efímera producció com a immensament valuosa per als historiadors, comentant; "Crec que els descobriments més grans que trobarem són en materials que la gent no sap que són importants".
La fundació pretén ajudar i facilitar la tasca als museus i arxius de videojocs donant el material recollit després de la seva conservació. Els artefactes en poder de la fundació són sovint transitoris i es donen a una llar permanent després de la seva digitalització i arxiu.
Actualment, s'està desenvolupant una "biblioteca digital" dels actius recollits de la VGHF, una tasca que Cifaldi va estimar que trigaria diversos anys donada la mida i l'abast del projecte. Com a solució intermèdia, la fundació selecciona periòdicament actius de la seva "biblioteca de fons" per carregar-los i publicar-los en línia. La VGHF també ha contractat amb Wata Games, que gestiona l'avaluació i la qualificació dels jocs segellats per als col·leccionistes de videojocs abans de la venda o subhasta. Wata ha proporcionat els detalls de VGHF de qualsevol joc prototip que hagi rebut per a la seva revisió per afegir a la base de dades de la Fundació.
La Fundació va llançar el seu projecte Video Game Source Project l'octubre de 2020, un esforç per recollir el codi font original i altres actius per als videojocs clàssics que albergarà als seus arxius i posarà a disposició dels investigadors. Els dos primers jocs afegits inclouen The Secret of Monkey Island i Monkey Island 2: LeChuck's Revenge. També incloïen Power Up Baseball, un joc arcade que havia estat desenvolupat per Midway als anys noranta a l'estil de l'NBA Jam però que es va cancel·lar a causa dels mals resultats de les proves.